# Czwartek (Lublin)

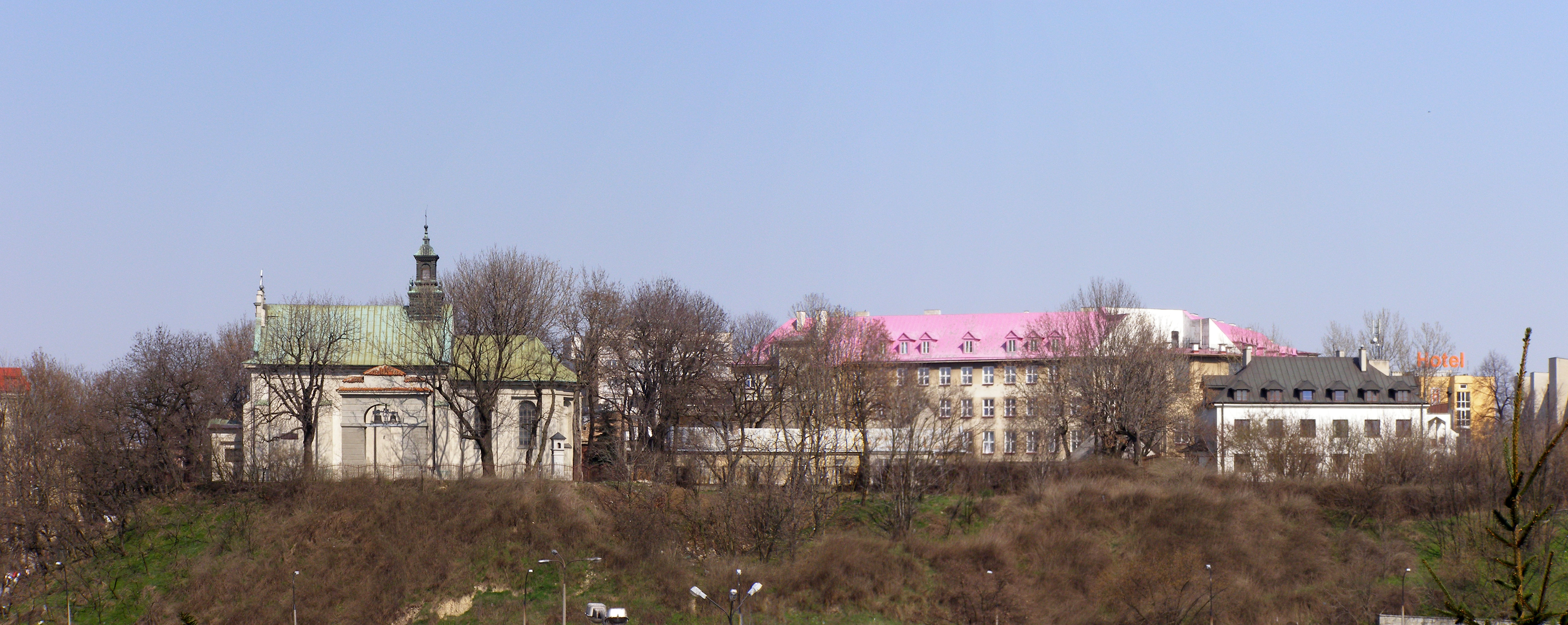
Panorama Czwartku w 2007, widok od południa. Na zdjęciu widoczny kościół pw. św. Mikołaja i gmach XXI LO im. św. Stanisława Kostki

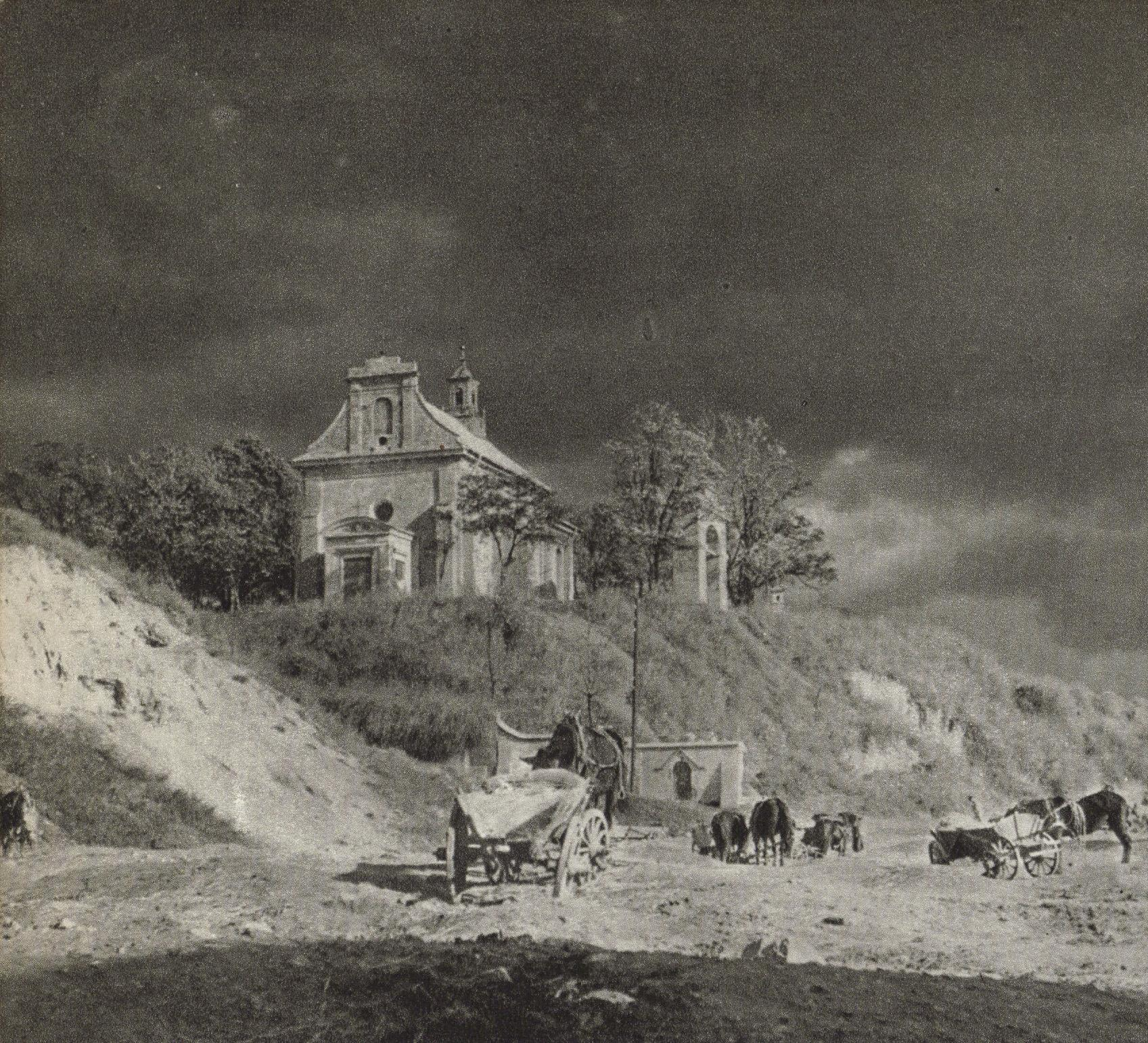
Kościół św. Mikołaja i wzgórze Czwartek, zdjęcie opublikowane w 1964

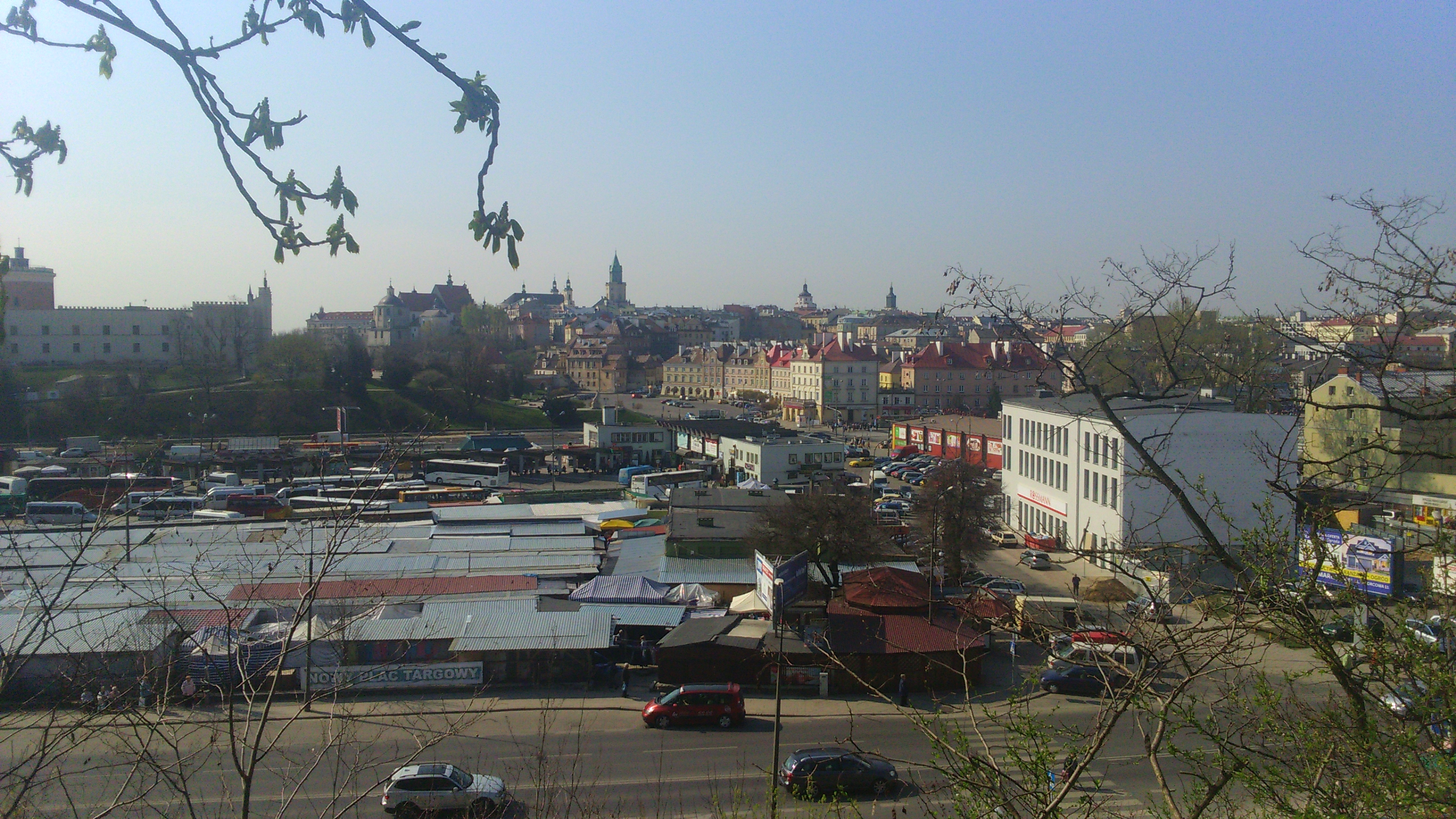
Widok z Czwartku na Podzamcze, w tle Stare Miasto

Czwartek – wzniesienie na terenie lubelskiego Śródmieścia, położone na północ od Starego Miasta, historycznie jedna z najstarszych części Lublina, przy trakcie prowadzącym na Ruś.

## Geografia
Czwartek stanowi krawędziowy fragment wierzchowiny lessowej położonej nad doliną dolnej Czechówki w strefie jej ujścia doliny do doliny Bystrzycy. Jego granice stanowią: ul. Czwartek (od północy), ul. Podzamcze (od wschodu), ul. Ruska (od południa) i ul. Lubartowska (od zachodu).

## Historia
Początki osadnictwa na tym terenie sięgają VI wieku, kiedy to na tym wzgórzu rozwinęła się jedna z pierwotnych osad na terenie Lublina. Świadczą o tym znalezione pozostałości chat i palenisk. Pozostałymi wzgórzami, na których w tym okresie także rozwinęły się osady, są: Zamkowe, Staromiejskie, Grodzisko (stary kirkut), Żmigród, Białkowska Góra.
Na wzgórzu wznosi się kościół pw. św. Mikołaja. Być może pierwszy kościół w tym miejscu został wzniesiony w X wieku z fundacji Mieszka I, w miejscu dawnego chramu. Hipoteza ta nie została jednak potwierdzona. Patronem kościoła jest św. Mikołaj, szczególnie czczony w Kościele Wschodnim, opiekun kupców i dzieci – wskazuje to na handlowy charakter osiedla. Dokumenty z 1424 potwierdzają istnienie w tym miejscu drewnianej kaplicy.
Nazwa wzgórza pochodzi od odbywających się w czwartki targów.
W drugiej połowie XVI wieku istniała pod Lublinem prywatna wieś duchowna Czwartek. W 1603 na Czwartku istniały cechy: szewski, piekarski, krawiecki i kuśnierski. Ponadto przy kościele była szkoła w domu murowanym i szpital dla 10 ubogich, a w połowie XVII wieku powstało na Czwartku „Stowarzyszenie, czyli Bractwo Muzyków Różnych Instrumentów Używających”. W późniejszych latach Czwartek był wielokrotnie niszczony, jako że nie posiadał umocnień obronnych. Jedynie kościół jest zachowanym do dziś elementem historycznej zabudowy. Pod koniec XIX wieku pojawiły się na Czwartku kamienice czynszowe i zabudowania o charakterze dworkowym, jednak zostały one rozebrane podczas II wojny światowej.
Po 1958 wybudowano na Czwartku 3 budynki 9-kondygnacyjne i kilka 5-kondygnacyjnych punktowców, wszystkie o charakterze mieszkalnym. U stóp wzgórza znajduje się targowisko.